# (19023) Varela
(19023) Varela (2000 SH111) – planetoida z pasa głównego asteroid okrążająca Słońce w ciągu 4,34 lat w średniej odległości 2,66 j.a. Odkryta 24 września 2000 roku.